# Luísa Sofia de Danneskiold-Samsøe
Luísa Sofia de Danneskiold-Samsøe (em dinamarquês:  Louise Sophie; Gisselfeld, 22 de setembro de 1796 — Primkenau, 11 de março de 1867) foi uma condessa dinamarquesa por nascimento e duquesa consorte de Eslésvico-Holsácia-Sonderburgo-Augustemburgo pelo seu casamento com Cristiano Augusto II, Duque de Eslésvico-Holsácia-Sonderburgo-Augustemburgo.

## Família
Luísa Sofia foi a filha primogênita do conde Cristiano Conrado de Danneskiold-Samsøe e de Johanne Henriette Valentine Kaas. Seus avós paternos eram o conde Frederico Cristiano de Danneskiold-Samsøe e Frederikke Louise von Kleist. Seus avós maternos eram o almirante Frederik Christian Kaas e Edele Sophie Kaas.
A condessa era uma descendente pela linhagem paterna do rei Cristiano V da Dinamarca, através de seu filho ilegítimo, Cristiano Gyldenløve, com sua amante, Sophie Amalie Moth.
Ela teve seis irmãos mais novos, que eram: o conde Frederico Cristiano; conde Cristiano, marido de Elizabeth Brudenell-Bruce; condessa Edele Sofia; conde Magno Otão Sofo, marido de Frederikke Marie von Levetzau; condessa Henriqueta, esposa do príncipe Frederico de Eslésvico-Holsácia-Sonderburgo-Augustemburgo, e a condessa Cristiana.

## Biografia
Luísa Sofia e Cristiano Augusto casaram-se em 18 de setembro de 1820, na Igreja de Braaby, em Gisselfeld. Ele era filho de Frederico Cristiano II, Duque de Eslésvico-Holsácia-Sonderburgo-Augustemburgo e da princesa Luísa Augusta da Dinamarca.
A duquesa morreu aos 70 anos de idade, no dia 11 de março de 1867, em Primkenau. Já seu marido faleceu exatamente dois anos depois, em 11 de março de 1869, igualmente aos 70 anos, na mesma cidade.

## Descendência
O casal teve oito filhos:
- Alexandre Frederico Jorge (20 de julho 1821 - 3 de maio de 1823), príncipe de Eslésvico-Holsácia-Sonderburgo-Augustemburgo;
- Luísa Augusta (28 de agosto de 1823 - 30 de maio de 1872), princesa de  Eslésvico-Holsácia-Sonderburgo-Augustemburgo. Não se casou e nem teve filhos;
- Frederica Maria Luísa Augusta Carolina Henriqueta (28 de agosto de 1824 - 30 de maio de 1872), princesa de Eslésvico-Holsácia-Sonderburgo-Augustemburgo. Não se casou e nem teve filhos;
- Carolina Amélia (15 de janeiro de 1826 - 3 de maio de 1901), princesa de Eslésvico-Holsácia-Sonderburgo-Augustemburgo. Não se casou e nem teve filhos;
- Guilhermina Frederica (24 de março de 1828 - 4 de julho de 1829), princesa de Eslésvico-Holsácia-Sonderburgo-Augustemburgo;
- Frederico VIII, Duque de Eslésvico-Holsácia (6 de julho de 1829 - 14 de janeiro de 1880), foi casado com Adelaide de Hohenlohe-Langenburg, sobrinha da rainha Vitória do Reino Unido. Teve descendência, incluindo a imperatriz consorte da Alemanha, Augusta Vitória de Eslésvico-Holsácia;
- Cristiano de Eslésvico-Holsácia (22 de janeiro de 1831 - 28 de outubro de 1917), príncipe de Eslésvico-Holsácia-Sonderburgo-Augustemburgo. Foi marido da princesa Helena do Reino Unido, filha da rainha Vitória. Teve descendência;
- Carolina Cristina Augusta Emília Henriqueta Isabel (2 de agosto de 1833 - 18 de outubro de 1917), princesa de  Eslésvico-Holsácia-Sonderburgo-Augustemburgo. Foi esposa de Johannes Friedrich August von Esmarch, um cirurgião. Teve descendência.

## Títulos e estilos
- 28 de setembro de 1796 – 18 de setembro de 1820: Condessa Luísa Sofia de Danneskiold-Samsøe
- 18 de setembro de 1820 – 11 de março de 1867: Sua Alteza Sereníssima a Duquesa de Eslésvico-Holsácia-Sonderburgo-Augustemburgo